# John Benjamin Hickey
Pour les articles homonymes, voir Hickey.
John Benjamin Hickey, né le 25 juin 1963 à Plano, au Texas, est un acteur américain.
Il remporte en 2011 le Tony Award de la meilleure prestation par un second rôle dans une pièce pour son interprétation dans The Normal Heart.

## Biographie
Hickey est diplômé du lycée de Plano, au Texas, en 1981 et assiste aux cours de l'université d'état du Texas à San Marcos de 1981 à 1983, où il est actif dans le département de théâtre. Il obtient une licence en anglais à l'Université Fordham à New York en 1985. Son partenaire dans la vie est Jeffrey Richman (en), connu notamment comme scénariste et producteur exécutif des séries télévisées Frasier et Modern Family.
À Broadway, il crée le rôle d'Arthur dans la pièce de Terrence McNally Love! Valour! Compassion!, en 1995, un rôle qu'il recrée pour la version cinématographique de 1997. Il joue Clifford Bradshaw dans la reprise de 1998 de Cabaret, qui remporte le Tony Award de la meilleure reprise d'une comédie musicale, et joue le révérend John Hale dans la reprise en 2002 de la pièce d'Arthur Millet The Crucible, aussi sélectionnée aux Tony. Il joue de 2010 à 2013 le rôle de Sean, le frère sans-abri de Cathy (jouée par l'actrice Laura Linney), le personnage principal dans la série The Big C sur Showtime. En 2013, il est sélectionné aux Primetime Emmy Awards pour son interprétation, dans la catégorie meilleur acteur dans un second rôle dans une mini-série ou un téléfilm.

## Filmographie

### Cinéma
- 1994 : Tel est pris qui croyait prendre : Old Baybrook Policeman
- 1994 : Only You : Dwayne
- 1995 : Comfortably Numb : Priest
- 1996 : Eddie : Joe Nader
- 1997 : Love! Valour! Compassion! (en) : Arthur Pape
- 1997 : Ice Storm : Mark Boland
- 1998 : Finding North : Travis Furlong
- 1999 : Le Déshonneur d'Elisabeth Campbell : Capt. Goodson
- 1999 : Bone Collector : Dr. Barry Lehman
- 2001 : The Anniversary Party : Jerry Adams
- 2002 : Dérapages incontrôlés : Carlyle
- 2005 : Flight Plan : David
- 2006 : Scandaleusement célèbre : Jack Dunphy
- 2006 : Mémoires de nos pères : Keyes Beech (de)
- 2006 : Son ex et moi : Wesley's Dad
- 2007 : Écrire pour exister : Brian Gelford
- 2007 : Une histoire de famille : Alan
- 2007 : Les Portes du temps : John Stanton
- 2009 : L'Attaque du métro 123 : Deputy Mayor LaSalle
- 2009 : Transformers 2 : La Revanche : Galloway
- 2012 : Pitch Perfect : Dr. Mitchell
- 2014 : Get on Up : Richard
- 2014 : Big Stone Gap  : Theodore Tipton
- 2015 : Truth : Le Prix de la vérité (Truth) de James Vanderbilt : Mark Wrolstad
- 2016 : Tallulah de Sian Heder : Stephen
- 2017 : Hostiles de Scott Cooper : capitaine Royce Tolan
- 2018 : Forever My Girl de Bethany Ashton Wolf : Pasteur Brian
- 2018 : Mapplethorpe : Sam Wagstaff
- 2020 : Sublet de Eytan Fox : Michael Green
- 2022 : Salem (Salem's Lot) de Gary Dauberman : Donald Callahan

### Télévision
- 1990 : The Days and Nights of Molly Dodd (en) : Trent
- 1994 : Normandy: The Great Crusade : Louis Simpson (voix)
- 1995 : New York News (en) :
- 1997 : Une sacrée vie (en) (Nothing Sacred) : Dr Elliott
- 1998 : Troisième planète après le Soleil : Rick
- 1998 : Sex and the City : Tom
- 1999 : Homicide : Dennis Kohler
- 1999 : The Lady in Question (en) : Paul Kessler
- 2000 : New York, unité spéciale (saison 1, épisodes 17 et 21) : substitut du procureur Mark Hickey
- 2000 : Un meurtre parfait :
- 2000 : D.C. : Rob / Neil / Congressman Owens
- 2000 : Hamlet : Horatio
- 2001 : Judy Garland, la vie d'une étoile : Roger Edens
- 2001 : A Glimpse of Hell (en)
- 2001 : Les experts : Dr. Sidney Cornfeld
- 1994-2001 : New York Police Blues : Phillip Connor / Paul Gaines
- 2001 : Le Protecteur (The Guardian) : The Hudson's Attorney
- 2002 : Le Justicier de l'ombre : Dr Martin Shane
- 2003 : New York, section criminelle : Randall Fuller (saison 2, épisode 10)
- 2003-2004 : Tout est relatif : Philip Stoddard
- 2005 : Alias : Father Kampinski
- 2005 : Un Noël à New York : Lawrence
- 2006 : Justice : Lloyd Barrett
- 2006 : A House Divided : President Russell
- 1998-2006 : New York, police judiciaire (Law and Order) : Aaron Solomon / Charles Thatcher
- 2006 : Brothers & Sisters : Major Guinness
- 2006 : Les Lectures d'une blonde (Stacked) : Headmaster Keenan
- 2007 : The Hunt for the Boston Strangler : Narrateur (voix)
- 2006-2007 : Undercover History : Narrateur - National Geographic Channel version
- 2007 : Heartland : Bill
- 2007 : Situation Critical : Narrateur
- 2007 : Secrets of the Moon Landings : Narrateur
- 2008 : The Real George Washington : Narrateur
- 2008 : US Marshals : Protection de témoins (In Plain Sight) : Donald Fraser / Donald Ferguson
- 2008 : Un combat pour la vie : Blake Rogers
- 2009 : Timewatch : Narrateur
- 2009 : Inside :
- 2009 : Lincoln: American Mastermind :
- 2010 : Past Life : Sid
- 2010 : Los Angeles, police judiciaire : Congressman Thomas Nelson
- 2011 : A Gifted Man : Ben Tucker
- 2013 : Blink : Greg
- 2012-2013 : Mob Doctor : Mark Easton
- 2012-2013 : The New Normal : Father Michael
- 2010-2013 : The Big C : Sean Tolkey
- 2013 : Hannibal : Dr. Sutcliffe
- 2014 : Modern Family : Dr. Clark
- 2014 : New York, unité spéciale (saison 15, épisode 14)  : Tom Moore
- 2014-2015 : Manhattan : Frank Winter
- 2011-2015 : The Good Wife : Neil Gross
- 2017 : The Good Fight : Neil Gross
- 2021 : Gossip Girl : Roy Sachs

### Courts métrages
- 1991 : Dangerous Music : Tyler
- 1992 : The Bet : Henry (as John B. Hickey)
- 1996 : Sin#8 :
- 2010 : Civil Unions: A Love Story :
- 2012 : The Hit Girls :Dr. Mitchell :
- 2014 : My Eleventh :

## Voix francophones
En France comme au Québec, John Benjamin Hickey n'a pas de voix française régulière. Cependant, en version française Lionel Tua et François Raison l'ont tous deux doublé à deux reprises.